# Руски колаборационизъм през Втората световна война
Руският колаборационизъм през Втората световна война е политическо, икономическо и военно сътрудничество от страна на руски организации и руснаци със страните от Оста, и в частност с Третия Райх, по време на Втората световна война.
Осъществява се както на територията на бившия СССР, така и от руската емиграция в изгнание, явяваща се опозиция на болшевишкия режим и споделяща изповядваната идеология в страните от Антикоминтерновския пакт.

## Причини и мащаби
Основната причина за възникването на руския колаборационизъм е идеологическа – недоволство от установената след Октомврийската революция съветска власт в Русия.

## Списък на руски колаборационистически организации
- Локотска република
- Руска фашистка партия
- Боен съюз на руските националисти
- Руска национална партия на труда

## Списък на руски колаборационистически военни формирования в състава на Вермахта
- Руска освободителна армия
- Руски охранителен корпус
- Дивизия „Русия“

## Списък на руски колаборационистически военни формирования в състава на СС
- Доброволчески полк на СС „Варяг“
- 29-а Вафен гренадирска дивизия от СС „РОНА“ (1-ва руска)
- 30-а Вафен гренадирска дивизия от СС (2-ра руска)
- 1-ва казашка кавалерийска дивизия
- 15-и казашки корпус на СС

## Видни руски колаборационисти
- Андрей Власов
- Александър Алехин
- Бронислав Камински
- Андрей Шкуро